# Жуліо Сезар Соареш Еспіндола
Жуліо Сезар Соареш Еспіндола (порт. Júlio César Soares Espíndola, більш відомий як Жуліо Сезар, нар. 3 вересня 1979, Дуки-ді-Кашіас, Ріо-де-Жанейро) — колишній бразильський футболіст, воротар.

## Кар'єра
Почав свою спортивну кар'єру в місцевому клубі «Гражау Каунтрі Клуб» під Ріо, де провів своє дитинство. Потім 6 років грав за «Фламенго». Після цього підписав контракт з міланським «Інтером», але через перевищення ліміту на легіонерів його віддали в оренду до «К'єво», де не провів жодного матчу. Влітку 2005 року Сезар повернувся до «Інтера» і підписав трьохрічний контракт. На позиції основного голкіпера замінив Франческо Тольдо. Дебют Сезара в збірній Бразилії відбувся в 2004 році. Він був переможцем Кубка Америки 2004, а на чемпіонаті світу 2006 року був третім голкіпером. На ЧС-2010 був основним воротарем. Є одним із найкращих воротарів світу. У Лізі чемпіонів УЄФА 2009-10 парирував «мертвий» удар в «дев'ятку» від Ліонеля Мессі.
Влітку 2013 міг двічі покинути «Квінс Парк Рейнджерс» та перейти в «Наполі» (Неаполь, Італія) або «Фіорентину» (Флоренція, Італія), але обидва трансфери не відбулися, тому що сам футболіст вимагав більшу заробітну плату, ніж йому пропонували вказані клуби. Одружений, має двох дітей.
В 2018 році Жуліо Сезар оголосив про завершення своєї футбольної кар'єри.

## Титули і досягнення

### Клубні
- Чемпіон Італії (5):

Інтернаціонале: 2005-06, 2006-07, 2007-08, 2008-09, 2009-10
- Чемпіон Португалії (3):

Бенфіка: 2014-15, 2015-16, 2016-17
- Володар Кубка Італії (3):

Інтернаціонале: 2005-06, 2009-10, 2010-11
- Володар Кубка португальської ліги (2):

Бенфіка: 2014-15, 2015-16
- Володар Кубка Португалії (1):

Бенфіка: 2016-17
- Володар Суперкубка Італії (4):

Інтернаціонале: 2005, 2006, 2008, 2010
- Володар Суперкубка Португалії (2):

Бенфіка: 2016, 2017
- Переможець Ліги чемпіонів УЄФА (1):

Інтернаціонале: 2009-10
- Переможець Клубного чемпіонату світу (1):

Інтернаціонале: 2010

### Збірні
- Чемпіон Південної Америки (U-17) (1):

Бразилія (U-17): 1995
- Переможець Кубка Америки (1):

Бразилія: 2004
- Переможець Кубка конфедерацій (2):

Бразилія: 2009, 2013